# Hegyvidéki éghajlat
A hegyvidéki éghajlat vagy alpesi éghajlat a Föld minden éghajlati övezetében megtalálható. 

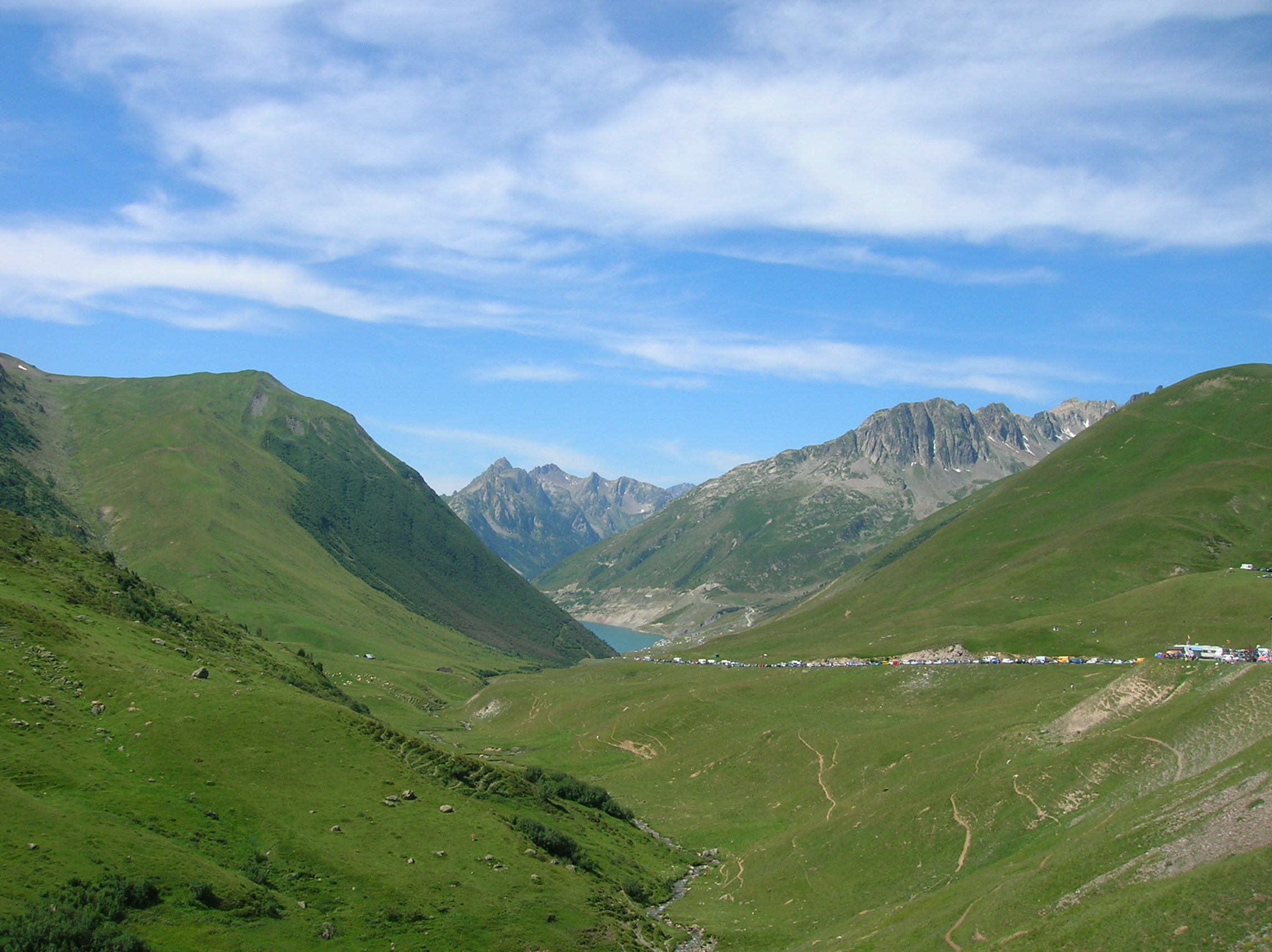
Col de la Croix de Fer, Francia Alpok

A hőmérséklet 200 m-enként átlagosan 1 °C-kal csökken; az éghajlatban és ennek megfelelően a növényzetben úgynevezett hegyvidéki övezetesség alakul ki. Általános jellemzője a hegyvidéki éghajlatnak, hogy a hőmérséklet egész évben alacsonyabb, a csapadék pedig több, mint a környezetében levő alacsonyabb területeké, tehát kialakulását döntően a tengerszint feletti magasság határozza meg. 
Ezen kívül az itteni éghajlatot még számos tényező befolyásolja. Más-más értékű besugárzást kapnak a különböző irányú lejtők, völgyek, a magányosan álló hegyek, a fennsíkok és a hegységek medencéi. Mindezek azonos földrajzi szélességen és tengerszint feletti magasságban is jelentősen módosítják az éghajlatot kis távolságon belül is. A hegyek szél felőli oldala mindig több csapadékot kap, mint a szélárnyékos oldal és a zárt medencék, fennsíkok, amelyek esetenként sivatagossá is válhatnak.
A páramennyiség a magassággal erősen csökken; a relatív páratartalomra jellemző, hogy a magaslatokon a levegő télen szárazabb, nyáron pedig közelebb áll telítettségi állapotához. Az elpárolgás a kisebb légnyomás következtében erősebben folyik a felsőbb régiókban.
Minden elég magas hegységben elérjük azt a magasságot, ahol az évi középhőmérséklet 0 °C alatt marad, és ahol több hó esik, mint amennyi elolvad. Ez a hóhatár. 
Hogy a hóhatár milyen magasságban kezdődik, az elsősorban a földrajzi szélességtől függ. Míg a Himalája indiai oldalán az örök hó határa kb. 4900 m, addig az Alpokban 2800–3000 m-en vagy a Skandináv-hegységben már 600 m-en kezdődik (a 20. század végén).
A mérsékelt övezetben a növényzeti övei: először szántó, majd lombhullató erdők, utána fenyőerdők, majd hegyvidéki rét és cserjék, végül mohák, zuzmók, és kopár sziklák.
A magas hegyeknek abban is van klimatikus jelentőségük, hogy a szeleket irányukból kitérítik; igen fontos az éghajlatra, ha magas hegyláncok a hideg szeleket feltartóztatják. Feltűnő példa ugyan erre India északi része is, mely a Himalája hatalmas hegygerince által az északi szelektől meg van óva, úgyhogy téli hőmérséklete vagy 7 fokkal nagyobb, mint az egyenlő földrajzi szélesség alatt levő dél-Kínáé. Ellenben az Észak-Amerikában észak–déli irányban húzódó Sziklás-hegység az északi sarktól jövő szeleket nem tartóztathatja fel, azért azok az USA déli államaiba is beviszik az alacsony hőmérsékletet. Azonkívül hegyvidékeken a bizonyos periodikusan jelentkező helyi szeleket is lehet tapasztalni.